# Gregory McMahon
Gregory McMahon (* 19. März 1915 in New York City; † 1989 in Garden City, New York) war ein US-amerikanischer Offizier und Politiker. Zwischen 1947 und 1949 vertrat er den Bundesstaat New York im US-Repräsentantenhaus.

## Werdegang
Gregory McMahon wurde während des Ersten Weltkrieges in New York City geboren. Er besuchte eine Parochial School. Danach graduierte er 1933 an der St. John’s Prep School in Brooklyn und 1938 an der St. John’s University. Zwischen 1939 und 1942 unterrichtete er am St. John’s College. Während dieser Zeit arbeitete er ab 1939 auch als Wirtschaftsprüfer und besuchte zwischen 1939 und 1941 die St. John’s Law School. Nach dem Kriegseintritt der Vereinigten Staaten in den Zweiten Weltkrieg im Dezember 1941 verpflichtete er sich als Ensign in der US Navy. Er diente bis Oktober 1945 im Pazifikkrieg. Politisch gehörte er der Republikanischen Partei an. Bei den Kongresswahlen des Jahres 1946 wurde McMahon im vierten Wahlbezirk von New York in das US-Repräsentantenhaus in Washington, D.C. gewählt, wo er am 4. Januar 1947 die Nachfolge von William B. Barry antrat. Er erlitt im Jahr 1948 bei seiner Wiederwahlkandidatur eine Niederlage und schied nach dem 3. Januar 1949 aus dem Kongress aus. Danach war er als Wirtschaftsprüfer und Steuerberater tätig. Er lebte in Garden City, wo er 1989 starb.